# Раевка (Павлодарская область)
Раевка (каз. Раевка) — упразднённое село в Щербактинском районе Павлодарской области Казахстана. Входило в состав Сосновского сельского округа. Ликвидировано в 2000 г.

## Население
В 1989 году население села составляло 69 человек. По данным переписи 1999 года в селе проживало 47 человек (23 мужчины и 24 женщины).

## История
Колония Алтенау была основана в 1907 г. немцами-переселенцами из Таврической и Екатеринославской губернии. В 1914 г. на волне борьбы с немецкими названиями переименована в Раевку в честь дочери И. П. Забаровского — начальника I подрайона Павлодарского крестьянского переселенческого управления.